# Дзаваттарелло
Дзаваттарелло (итал. Zavattarello) — коммуна в Италии, располагается в регионе Ломбардия, в провинции Павия.
Население составляет 1085 человек (2008 г.), плотность населения составляет 38 чел./км². Занимает площадь 28 км². Почтовый индекс — 27059. Телефонный код — 0383.
Покровителем коммуны почитается святой апостол Павел, празднование 25 января.
Девиз: Praeda Vigil Vigilataque Poma.

## Демография
Динамика населения:

## Администрация коммуны
- Официальный сайт: http://www.zavattarello.org/